# František Fadrhonc
František Fadrhonc (18. prosince 1914, Nymburk – 9. října 1981, Nikósie) byl český fotbalový trenér. Trénoval mnoho evropských, především nizozemských, týmů.

## Život
Fadrhonc se narodil 18. prosince 1914 v Nymburku. V roce 1932 absolvoval Gymnázium Nymburk a odešel do Prahy studovat sportovní vědu, ze které získal doktorát. Poté pracoval jako sportovní instruktor na Univerzitě Karlově a na Masarykově univerzitě. Byl také masérem Československé fotbalové reprezentace a 21. září 1947 ho vedl jako náhradní trenér za Jiřího Pichlera v utkání proti Rumunsku. Když se v Československu dostala k moci komunistická strana, uprchl přes Rakousko na Západ. Usadil se v Tilburgu a stal se hlavním trenérem klubu Willem II Tilburg. S tímto týmem vyhrál v letech 1952 a 1955 nizozemský šampionát, a poté začal trénovat týmy Sportclub Enschede a Go Ahead Eagles. V roce 1966 získal nizozemskou státní příslušnost a v roce 1970 převzal post trenéra nizozemské fotbalové reprezentace a trénoval ji až do roku 1974, kdy se kvalifikovala na mistrovství světa ve fotbale a mimo jiné vyřadila svého věčného rivala, Belgii. Když se však Nizozemsko dostalo na MS, byl Fadrhonc v březnu 1974 nahrazen Rinem Michelsem a stal se jeho asistentem. Nizozemsko se nakonec umístilo na 2. místě.
V té době odešel Fadrhonc do Řecka a v sezóně 1975/76 vedl tým AEK Athény. U tohoto týmu zůstal ještě v roce 1977, kdy ho dovedl do semifinále Evropské ligy UEFA. Poté trénoval kluby Panachaiki F.C. (1978–79) a Keravnos Strovolou FC (1980–1981).
Fadrhonc zemřel 9. října 1981 ve věku 66 let v Nikósii na Kypru na srdeční zástavu. Je pohřben ve městě Goirle v Nizozemsku.